# Wahrschaustation (Koblenz)

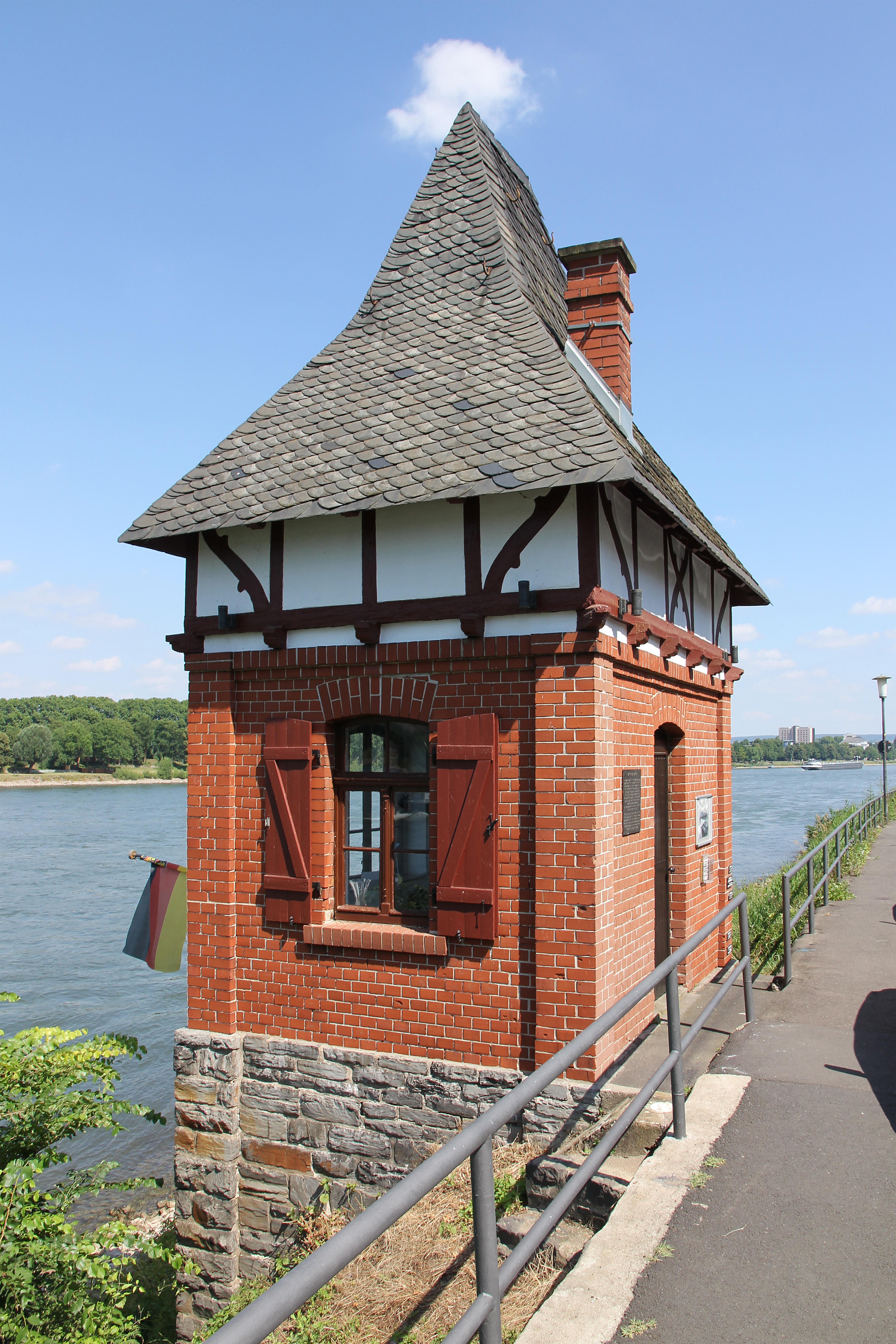
Die Wahrschaustation in Koblenz-Pfaffendorf

Die Wahrschaustation in Koblenz war eine Signalstelle für die etwa zwei Kilometer rheinabwärts gelegene Schiffbrücke und von 1907 bis 1947 in Betrieb. Sie befindet sich im Stadtteil Pfaffendorf unmittelbar am Rhein und war eine von vielen Stationen im Rahmen der Wahrschau am Mittelrhein, die die Rheinschifffahrt regelten.

## Geschichte
Die Schiffbrücke in Koblenz überquert seit 1819 den Rhein. Stromabwärts fahrende Schiffe wurden in Höhe der 1879 fertiggestellten Horchheimer Eisenbahnbrücke mittels Böllerschüssen an die Schiffbrücke gemeldet, die dann zwei oder drei Joche ausfuhr, um den Schiffen die Durchfahrt zu ermöglichen.
Die Wahrschaustation wurde 1907 in Pfaffendorf errichtet und war der Dienstsitz eines Wahrschauers. Dieser informierte nun per Telefon die Schiffbrücke über stromabwärts fahrende Schiffe. Wenn die Schiffbrücke offen bzw. geschlossen war, gab er mittels einer Flagge den Schiffen das Signal zur Weiterfahrt bzw. zum Halt. Dies war notwendig, da sich die auf Talfahrt befindlichen Schiffe wegen ihrer höheren Geschwindigkeit und der Strömung rechtzeitig auf einen Halt einstellen mussten. Die Wahrschaustation stellte 1947 nach dem Zweiten Weltkrieg mit Aufgabe der letzten französischen Pontonbrücke an Stelle der bereits 1945 zerstörten Schiffbrücke ihren Dienst ein.

## Bau
Die Wahrschaustation ist ein unmittelbar am Rhein gelegener eingeschossiger Bau aus rotem Backstein auf quadratischem Grundriss. Der Sockel wurde aus Grauwacke und der Drempel als Zierfachwerk erbaut. Der Bau besitzt ein schiefergedecktes Pyramidendach mit geschnitzten Ecksparren sowie Galgenfenster mit Sprossen.

## Denkmalschutz
Die Wahrschaustation ist ein geschütztes Kulturdenkmal nach dem Denkmalschutzgesetz (DSchG) und in der Denkmalliste des Landes Rheinland-Pfalz eingetragen. Sie liegt in Koblenz-Pfaffendorf in der (gegenüber) Emser Straße 176.
Seit 2002 ist die Wahrschaustation Teil des UNESCO-Welterbes Oberes Mittelrheintal.